# Jens Nordenhök
Jens-Peter Nordenhök, född 16 april 1944, är en svensk översättare av prosa och dramatik från romanska språk. 
Han har främst översatt latinamerikanska författare som Mario Vargas Llosa, Gabriel Garcia Márquez, Eduardo Galeano, Julio Cortázar, Alejo Carpentier, Jorge Amado med flera. Han har även gjort nyöversättningar av klassiker som Miguel Cervantes Don Quijote, Federico Garcia Lorcas Blodsbröllop och Pedro Calderón de la Barcas Livet är en dröm.

## Översättningar (urval)
- 1979 – Mario Vargas Llosa, Det gröna huset
- 1981 – Mario Vargas Llosa, Tant Julia och författaren
- 1981 – Gabriel Garcia Márquez, Tre sömngångares smärta och andra berättelser
- 1981 – Alejo Carpentier, Harpan och skuggan
- 1984 – Mario Vargas Llosa, Kriget vid världens ände
- 1986 – Pedro Calderón de la Barca, Livet är en dröm
- 1987 – Mario Vargas Llosa, Den sanna berättelsen om kamrat Mayta
- 1988 – Jorge Amado, Tocaia Grande: där allting började
- 1989 – Mario Vargas Llosa, Vem dödade Palomino Molero?
- 1989 – Gabriel Garcia Márquez, Generalen i sin labyrint
- 1989 – Mercè Rodoreda, Diamanttorget
- 1994 – Federico Garcia Lorca, Blodsbröllop
- 1994 – Machado de Assis, Vansinnesläkaren
- 2001 – Miguel Cervantes, Den snillrike riddaren Don Quijote av la Mancha: första och andra delen

## Priser
- 1989 – Svenska Akademiens översättarpris
- 1998 – De Nios översättarpris
- 2002 – Albert Bonniers 100-årsminne
- 2003 – Letterstedtska priset för översättningen av Cervantes Don Quijote
- 2010 – Samfundet De Nios Särskilda pris